# Nouvelle Vague (Tchécoslovaquie)
Pour les articles homonymes, voir Nouvelle vague (homonymie).

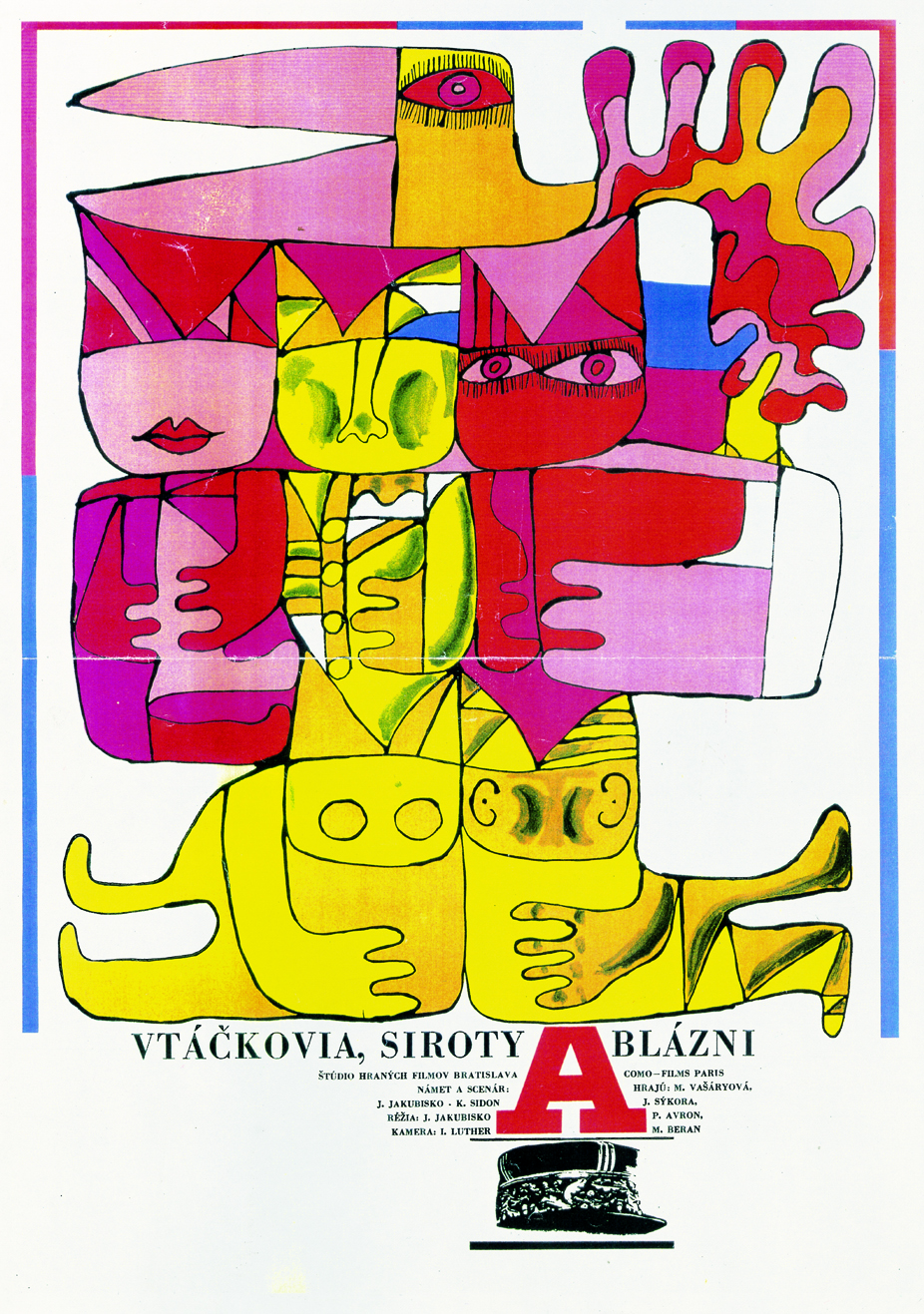
Affiche du film Les Oiseaux, les Orphelins et les Fous, réalisé par Juraj Jakubisko, sorti en 1969.

La Nouvelle Vague tchécoslovaque (parfois abrégée en Nouvelle Vague tchèque ou Nouveau Cinéma tchécoslovaque) est un courant cinématographique constitué des premiers films de réalisateurs tchécoslovaques ayant percé durant les années 1960, avant le Printemps de Prague. La qualité et la franchise des films du genre ont conduit à appeler ce mouvement le « miracle tchèque ». Ses principales caractéristiques sont la récusation d'une narration traditionnelle, l'humour noir et le surréalisme.

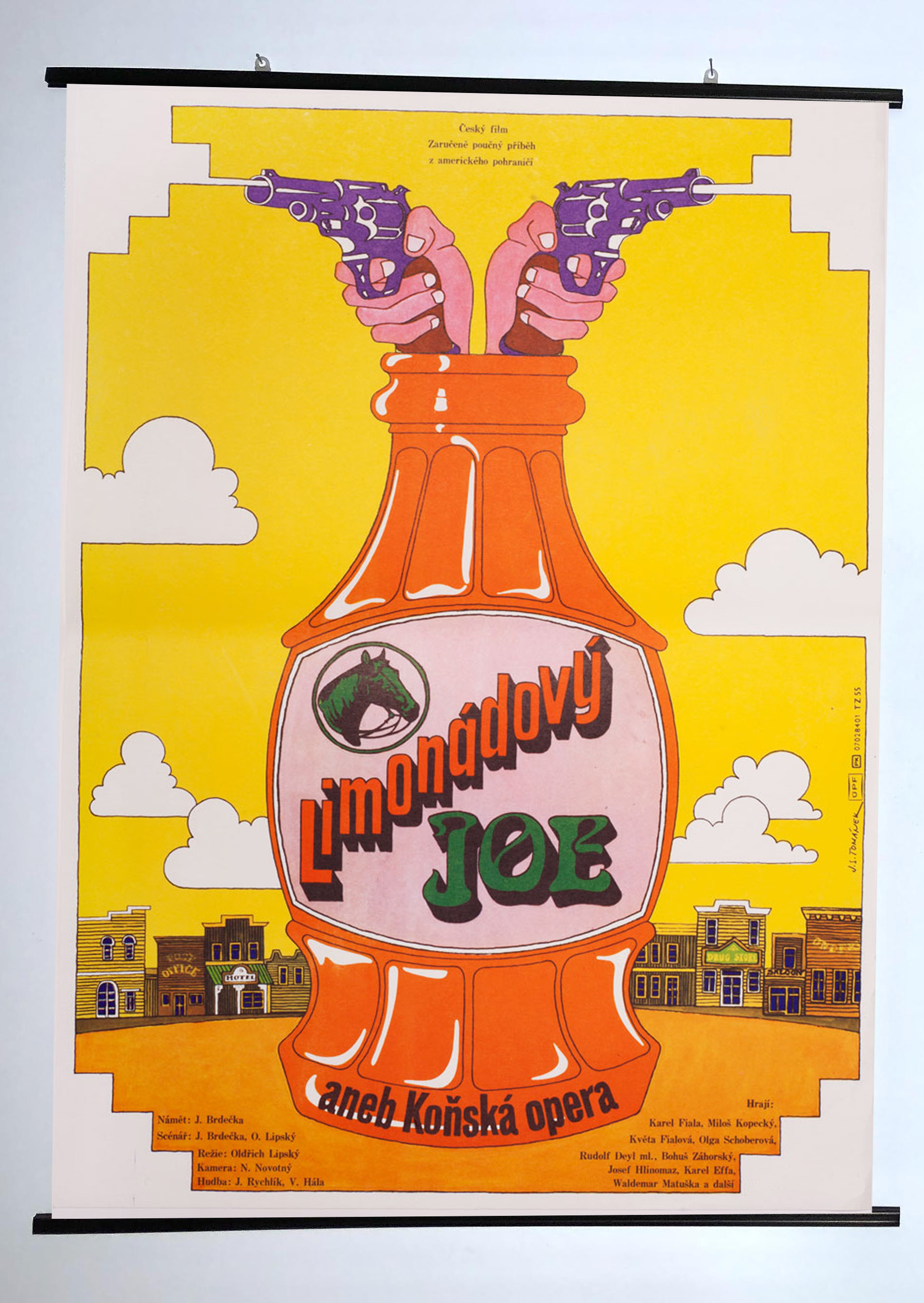
Affiche du film Jo Limonade, réalisé par Oldřich Lipský, sorti en 1964.

## Aperçu
Les films abordent des thèmes qui, pour les premiers cinéastes des pays communistes, ont rarement réussi à éviter les objections de la censure, comme les jeunes égarés de la société tchécoslovaque représentés dans L'As de pique (1963) de Miloš Forman et Les Amours d'une blonde (1965), ou ceux pris dans un tourbillon surréaliste dans Les Petites Marguerites de Věra Chytilová (1966) et Valérie au pays des merveilles de Jaromil Jireš (1970). Les films expriment souvent un humour sombre, surréaliste et absurde en opposition aux films réalistes sociaux des années 1950.
La Nouvelle Vague tchécoslovaque diffère de la Nouvelle Vague française en ce qu’elle contient généralement des récits plus forts et, comme ces réalisateurs sont issus d’une industrie cinématographique nationalisée, ils ont un meilleur accès aux studios et aux financements de l’État. Ils réalisent également d'autres adaptations, notamment La Plaisanterie (1969), adaptation par Jaromil Jireš du roman éponyme de Milan Kundera. Lors du quatrième congrès de l'Union des écrivains tchécoslovaques en 1967, Milan Kundera décrit cette vague du cinéma national comme une partie importante de l'histoire de la littérature tchécoslovaque. Au feu, les pompiers ! (1967) de Forman, autre film majeur de l'époque, reste un film culte plus de quatre décennies après sa sortie.

## Films tchèques
La majorité des films tournés pendant la Nouvelle Vague le sont en langue tchèque plutôt qu'en slovaque. De nombreux réalisateurs viennent de la prestigieuse FAMU, située à Prague, tandis que les studios publics Barrandov sont situés en périphérie de la capitale. Les réalisateurs tchèques les plus célèbres sont Miloš Forman, qui a réalisé Au feu, les pompiers !, L'As de pique et Les Amours d'une blonde, Věra Chytilová qui est surtout connue pour Les Petites Marguerites, et Jiří Menzel, dont le film Trains étroitement surveillés (1966) remporte l'Oscar du meilleur film international en 1968,.

## Films slovaques
Le Miroir aux alouettes (1965) remporte l'Oscar du meilleur film international en 1966 ,. Il n'est pas considéré comme faisant partie de la Nouvelle Vague, car réalisé par Ján Kadár et Elmar Klos, qui sont de la génération précédente ; le film est de plus assez traditionnel. Juraj Jakubisko, Štefan Uher et Dušan Hanák sont des cinéastes slovaques qui font partie de la Nouvelle Vague.

## Œuvres célèbres
- 1962 : Le Soleil dans le filet de Štefan Uher
- 1963 : Quelque chose d'autre de Věra Chytilová
- 1963 : L'As de pique de Miloš Forman
- 1963 : Un jour un chat de Vojtěch Jasný
- 1964 : Le Premier Cri de Jaromil Jireš
- 1964 : Jo Limonade d'Oldřich Lipský
- 1964 : Les Diamants de la nuit de Jan Němec
- 1965 : Les Amours d'une blonde de Miloš Forman
- 1965 : Éclairage intime d'Ivan Passer
- 1965 : Le Miroir aux alouettes de Ján Kadár et Elmar Klos
- 1966 : Les Petites Perles au fond de l'eau de Jiří Menzel, Jan Němec, Evald Schorm, Věra Chytilová et Jaromil Jireš
- 1966 : Trains étroitement surveillés de Jiří Menzel
- 1966 : Les Petites Marguerites de Věra Chytilová
- 1966 : La Fête et les Invités de Jan Němec
- 1967 : Au feu, les pompiers ! de Miloš Forman
- 1967 : Le Retour du fils prodigue d'Evald Schorm
- 1968 : Un été capricieux de Jiří Menzel
- 1969 : L'Incinérateur de cadavres de Juraj Herz
- 1969 : La Plaisanterie de Jaromil Jiřes
- 1969 : Alouettes, le fil à la patte de Jiří Menzel
- 1969 : Les Oiseaux, les Orphelins et les Fous de Juraj Jakubisko
- 1970 : Un cas pour un bourreau débutant de Pavel Juráček
- 1970 : Valérie au pays des merveilles de Jaromil Jireš

## Personnalités appartenant à ce mouvement

### Réalisateurs
- Věra Chytilová
- Miloš Forman
- Juraj Jakubisko
- Jaromil Jireš
- Jiří Menzel
- Jan Němec
- Ivan Passer
- Jaroslav Papoušek
- Vojtěch Jasný
- Evald Schorm
- František Vláčil

### Scénaristes
- Ester Krumbachová